# Banfield (Buenos Aires)
Pour les articles homonymes, voir Banfield.
Banfield est une ville de la province de Buenos Aires en Argentine. Elle fait partie du Grand Buenos Aires.

## Histoire

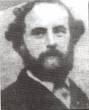
Edward Banfield

En 1873, la gare de Banfield est inaugurée et nommée d'après l'Anglais Edward Banfield, premier directeur général de la British-owned Buenos Aires Great Southern Railway (espagnol : Ferrocarril del Sud).

## Sport
La ville abrite le club de football du Club Atlético Banfield, évoluant en première division.